# Ludovic Bource

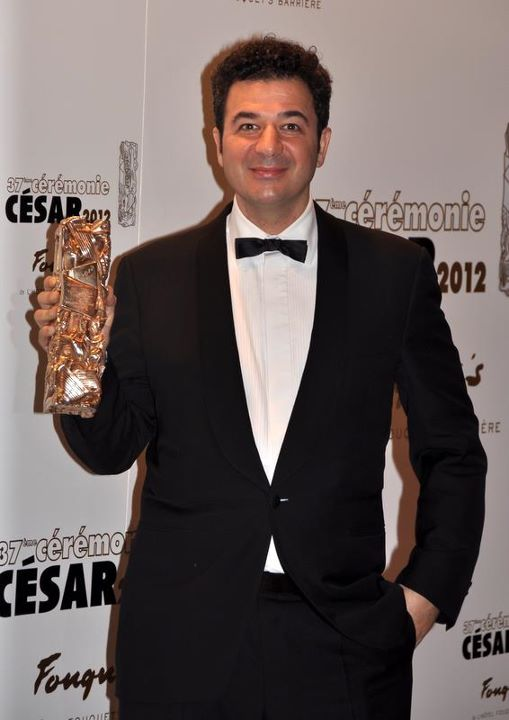
Ludovic Bource, 2012

Ludovic Bource [ly.do.vik buʁs] (* 19. August 1970 in Pontivy, Bretagne) ist ein französischer Komponist und Arrangeur, der auch unter den Künstlernamen Dr Crunkenstein und Planet Get Down als Mitglied des französischen Rap-Ensembles Svinkels bekannt ist. Für seine Filmmusik zum Spielfilm The Artist (2011) gewann er den Oscar und den Golden Globe Award.

## Leben
Erstmals aktiv mit der Musik in Berührung kam Ludovic Bource im Alter von acht Jahren, als er mit dem Akkordeonspiel anfing. Trotz mäßigen Erfolgs ließ er sich nicht entmutigen und mit Hilfe privater Musikstunden trat er bereits im Alter von elf Jahren auf verschiedenen Festen, Feiern, Hochzeiten und Veranstaltungen als Musiker auf. Nachdem er mit 13 Jahren das Klavier erlernt hatte, begann er an den Musikschulen Saint-Brieux und Vanne zu studieren. Mit 19 Jahren besuchte er die Pariser Jazzhochschule SIM. Durch einen gemeinsamen Freund wurde Bource 1995 der französische Regisseur Michel Hazanavicius vorgestellt, für den er anschließend die Musik für drei Werbespots komponierte.
Nachdem Bource für Hazanavicius OSS 117 – Der Spion, der sich liebte (gemeinsam mit Kamel Ech-Cheik) und OSS 117 – Er selbst ist sich genug Kompositionen im Stile der Musik der 1960er und 1970er kreiert hatte, erhielt er international große Aufmerksamkeit für die Komposition an Hazanavicius The Artist. Im April 2010 las Bource, der sich selbst als Autodidakt bezeichnet, die erste Fassung des Drehbuchs. Er recherchierte über die Filmmusik und Komposition der Stummfilmära, insbesondere was Klang, Rhythmus, Tempo und Mikrofonposition bei der Aufzeichnung anging. Bei der Titelmusik ließ er sich von Werken Johannes Brahms inspirieren. Des Weiteren imitierte er auch den Stil bekannter Hollywood-Filmkomponisten wie Bernard Herrmann, Hugo Friedhofer, Max Steiner und Franz Waxman sowie einzelner Kompositionen des Schauspielers und Komikers Charlie Chaplin. Anschließend schrieb er eine Filmmusik, die ein 80 Musiker umfassendes Orchester, das Brussels Philharmonic einspielte.

## Filmografie (Auswahl)
- 1999: Mes amis
- 2006: OSS 117 – Der Spion, der sich liebte (OSS 117 : Le Caire nid d’espions)
- 2009: OSS 117 – Er selbst ist sich genug (OSS 117: Rio ne répond plus)
- 2011: The Artist
- 2012: Ein Mordsteam (De l’autre côté du périph)
- 2013: Clear History
- 2019: Rebellinnen – Leg’ dich nicht mit ihnen an! (Rebelles)

## Diskografie (Auswahl)
- 1997: L’implosion (von Sept, Klavier)
- 2000: Bois mes paroles (von den Svinkels, Komposition und Mix)
- 2002: L’Imprudence (von Alain Bashung, Komposition und diverse Instrumente)
- 2003: Le svink c’est chic et 2 autres morceaux sur Bons pour l’asile (von den Svinkels, Produktion)
- 2008: Dirty Centre (von den Svinkels, Produktion, Klavier und weitere Instrumente)

## Auszeichnungen (Auswahl)
Oscar
- 2012: Auszeichnung für die Beste Filmmusik mit The Artist

Europäischer Filmpreis
- 2011: Auszeichnung für die Beste Filmmusik mit The Artist

Golden Globe Award
- 2012: Auszeichnung für die Beste Filmmusik mit The Artist

British Academy Film Award
- 2012: Auszeichnung für die Beste Filmmusik mit The Artist

César
- 2012: Beste Filmmusik mit The Artist